# Желудочные оводы
Желудочные оводы (лат. Gasterophilinae) — подсемейство паразитических двукрылых насекомых из семейства Oestridae, личинки которых развиваются в желудочно-кишечном тракте травоядных млекопитающих.

## Внешнее строение
Мухи средних и крупных размеров от 9 до 20 мм, тело которых покрыто густыми волосками. Фасеточные глаза без волосков. Простые глазки есть только у представителей Gasterophilus и расположены треугольником на особом склерите на темени. Короткие усики находятся в глубокой усиковой ямке. Ротовой аппарат редуцирован. Переднегрудь и заднегрудь слабо развиты. Жилкование крыльев упрощённое. Костальная жилка немного не доходит до вершины крыла. Субкостальная жилка вливается в субкостальную или оканчивается свободно. Ствол радиальных жилок разветвляется на три ветви. У некоторых видов крылья могут быть затемнены. Щетинки на теле отсутствуют.

## Биология
Многие представители этой группы в личиночной стадии паразитируют в пищеварительной системе травоядных. Самый многочисленный род Gasterophilus, включающий вид Gasterophilus intestinalis, поражает лошадей, оленей и других крупных травоядных. Представители родов Neocuterebra, Ruttenia и Cobboldia паразитируют на слонах, а Gyrostigma — на носорогах.

## Систематика
Ранее этот таксон рассматривался в ранге семейства (Gasterophilidae), в позднейших классификациях помещают в состав семейства Oestridae в ранге подсемейства. В состав подсемейства британский диптеролог Адриан Понт включал шесть родов. Позднее род Chauliooestrus Villeneuve, 1925 перенесли в семейство Sarcophagidae, остальные роды представлены ниже. Африканские роды Neocuterebra и Ruttenia имеют признаки сходства с представителями подсемейства Cuterebrinae и включаются некоторыми авторами в это подсемейство, однако другими систематиками это мнение не разделяется:
- Cobboldia Brauer, 1887
- Gasterophilus Leach, 1817
- Gyrostigma Hope, 1840
- Neocuterebra Grünberg, 1906
- Ruttenia Rodhain, 1924

## Распространение
Естественный ареал подсемейства ограничен Евразией и Африкой, однако несколько представителей рода Gasterophilus, паразитирующие на домашних животных, стали в результате деятельности человека почти всесветно распространенными видами.

## Палеонтология
Единственный ископаемый представитель подсемейства Cobboldia russanovi Grunin, 1973 обнаружен в желудке плейстоценового мамонта на Таймыре.